# Asienmesterskabet i håndbold 2012 (mænd)
Asienmesterskabet i håndbold 2012 var det 15. asienmesterskab i håndbold, og slutrunden med deltagelse af ti hold blev afholdt i Jeddah, Saudi-Arabien i perioden 26. januar – 5. februar 2012. Turneringen fungerede endvidere som den asiatiske kvalifikationsturnering til VM 2013 i Spanien, idet de tre bedste hold kvalificerede sig til VM.
Mesterskabet blev vundet af Sydkorea, som i finalen besejrede Qatar med 23-22. Det var niende gang at Sydkorea vandt det asiatiske mesterskab for mænd. Bronzemedaljerne (og den sidste VM-plads) gik til værtslandet Saudi-Arabien, som vandt 25-20 over Japan i bronzekampen.

## Slutrunde

### Hold
| Gruppe A                                  | Gruppe B                                                                  |
| ----------------------------------------- | ------------------------------------------------------------------------- |
| Sydkorea · Japan · Iran · Jordan · Kuwait | Bahrain · Saudi-Arabien · Qatar · Forenede Arabiske Emirater · Usbekistan |

### Indledende runde
I den indledende runde var de 10 hold opdelt i to grupper med fem hold. Hver gruppe spillede en enkeltturnering alle-mod-alle, og de to bedst placerede hold i hver gruppe gik videre til semifinalerne.

#### Gruppe A
| Dato  | Tid   | Kamp              | Res.  | Pause |
| ----- | ----- | ----------------- | ----- | ----- |
| 27.1. | 16:30 | Sydkorea – Jordan | 25–13 | 11-70 |
| 27.1. | 20:30 | Iran – Kuwait     | 26–27 | 14-14 |
| 28.1. | 14:30 | Japan – Jordan    | 35–22 | 18-10 |
| 28.1. | 20:30 | Sydkorea – Iran   | 26–21 | 16-7  |
| 29.1. | 16:30 | Japan – Kuwait    | 30–27 | 14-14 |
| 30.1. | 16:30 | Iran – Jordan     | 25–17 | 9-7   |
| 30.1. | 20:30 | Sydkorea – Kuwait | 27–26 | 14-12 |
| 31.1. | 16:30 | Japan – Iran      | 25–27 | 12-13 |
| 1.2.  | 18:30 | Sydkorea – Japan  | 28–27 | 14-13 |
| 1.2.  | 20:30 | Jordan – Kuwait   | 28–31 | 15-12 |

| Hold     | Kampe | Mål     | Point |
| -------- | ----- | ------- | ----- |
| Sydkorea | 4     | 106-870 | 8     |
| Japan    | 4     | 117-104 | 4     |
| Iran     | 4     | 99-95   | 4     |
| Kuwait   | 4     | 111-111 | 4     |
| Jordan   | 4     | 080-116 | 0     |

#### Gruppe B
| Dato  | Tid   | Kamp                       | Res.  | Pause |
| ----- | ----- | -------------------------- | ----- | ----- |
| 26.1. | 14:30 | FAE – Usbekistan           | 40–20 | 22-13 |
| 26.1. | 20:00 | Bahrain – Saudi-Arabien    | 23–23 | 09-13 |
| 27.1. | 14:30 | Qatar – Usbekistan         | 41–19 | 23-50 |
| 28.1. | 16:30 | Bahrain – Qatar            | 26–27 | 13-12 |
| 28.1. | 18:30 | Saudi-Arabien – FAE        | 26–19 | 15-10 |
| 29.1. | 18:30 | Saudi-Arabien – Usbekistan | 47–14 | 22-60 |
| 30.1. | 14:30 | Qatar – FAE                | 28–21 | 12-90 |
| 30.1. | 18:30 | Bahrain – Usbekistan       | 52–15 | 24-80 |
| 31.1. | 18:30 | Saudi-Arabien – Qatar      | 24–24 | 10-14 |
| 1.2.  | 14:30 | Bahrain – FAE              | 30–29 | 14-12 |

| Hold                  | Kampe | Mål     | Point |
| --------------------- | ----- | ------- | ----- |
| Qatar                 | 4     | 120-90  | 7     |
| Saudi-Arabien         | 4     | 120-80  | 6     |
| Bahrain               | 4     | 131-94  | 5     |
| Foren. Arab. Emirater | 4     | 109-104 | 2     |
| Usbekistan            | 4     | 068-180 | 0     |

### Placerings- og finalekampe
| Dato               | Tid   | Kamp                     | Res.  | Pause |
| Kamp om 9.-pladsen |       |                          |       |       |
| 2.2.               | 14:00 | Jordan – Usbekistan      | 32–30 | 17-17 |
| Kamp om 7.-pladsen |       |                          |       |       |
| 3.2.               | 14:30 | Kuwait – FAE             | 29–31 | 12-15 |
| Kamp om 5.-pladsen |       |                          |       |       |
| 3.2.               | 16:30 | Iran – Bahrain           | 25–20 | 11-12 |
| Semifinaler        |       |                          |       |       |
| 3.2.               | 18:30 | Sydkorea – Saudi-Arabien | 27–26 | 14-13 |
| 3.2.               | 20:30 | Qatar – Japan            | 33–28 | 19-13 |
| Bronzekamp         |       |                          |       |       |
| 5.2.               | 16:30 | Saudi-Arabien – Japan    | 25–20 | 13-11 |
| Finale             |       |                          |       |       |
| 5.2.               | 18:30 | Sydkorea – Qatar         | 23–22 | 10-11 |

## Placeringer
| Plac.  | Hold                  |
| ------ | --------------------- |
| Guld   | Sydkorea              |
| Sølv   | Qatar                 |
| Bronze | Saudi-Arabien         |
| 4.     | Japan                 |
| 5.     | Iran                  |
| 6.     | Bahrain               |
| 7.     | Foren. Arab. Emirater |
| 8.     | Kuwait                |
| 9.     | Jordan                |
| 10.    | Usbekistan            |